# Майкл, Кен
Кеннет Комнинос Майкл (англ. Kenneth Comninos Michael; род. 12 апреля 1938, Перт) — австралийский политик, 30-й губернатор Западной Австралии (2006—2011).

## Биография
Майкл родился 12 апреля 1938 года в Перте, Западная Австралия. Он учился в Имперском колледже Лондона.
Майкл стал членом Ордена Австралии в 1996 году, а в 2006 году стал его кавалером. В 2003 году он был награждён Медалью Столетия «за служение обществу, инженерному делу и греческой общине».

## Карьера
В ранние годы своей политической карьеры Майкл был комиссаром магистральных дорог Западной Австралии, председателем Управления реконструкции Восточного Перта, членом Управления экономического регулирования, а также был канцлером Университета Западной Австралии.
18 января 2006 года Майкл официально вступил в должность губернатора Западной Австралии. Он ушёл в отставку с поста губернатора 2 мая 2011 года. 
В декабре 2016 года Майкл был назначен председателем Ассоциации крикета Западной Австралии.